# FC Hebar Pazardzhik
El FC Hebar Pazardzhik (en búlgaro: Футболен клуб Хебър) es un equipo de fútbol de Bulgaria que juega en la B PFG.

## Historia
Fue fundado el 31 de mayo de 1918 en la ciudad de Pazardzhik y el nombre Hebar es como se le conoce al río Maritsa en un idioma regional y su mayor logro ha sido llegar a jugar en la A PFG en al menos tres temporadas no consecutivas.
El club también cuenta con un registro de más de 30 temporadas en la segunda división de Bulgaria hasta que desapareció en 2010.
En junio de 2015 el club es refundado en la cuarta división de Bulgaria, y un año más tarde se fusiona con el Chiko Byaga y logra ascender a la tercera categoría.

## Palmarés
- B PFG (2): 1988–89; 1990–91
- Tercera Liga (2): 1986–87, 2018–19